# 통화연결음
통화연결음(通話連結音)은 전화를 걸 때 수신자가 전화를 받기 전까지 재생되는 신호음을 뜻한다. 기본적으로 특정 주파수의 음이 반복되는 형태를 가지고 있으며, 전화 사업자에 따라서 미리 지정한 음성이 대신 재생되도록 설정할 수도 있다.

## 국가별 특징
유럽 대륙의 대부분 국가는 425Hz 사인파, 1초 재생 후 3-4초 정지인 ETSI 권고안을 사용한다. 영국, 아일랜드, 호주, 뉴질랜드, 일부 영연방 국가에서는 0.4초 재생, 0.2초 정지, 0.4초 재생, 2초 정지 패턴을 사용하며, 400Hz+450Hz 사인파를 함께 재생한다. 미국과 대한민국에서는 440Hz+480Hz 사인파, 미국의 경우 2초 재생 후 4초 정지를, 대한민국은 1초 재생 후 2초 정지를 사용한다. 일본은 400 ± 20Hz 사인파, 1초 재생 후 2초 정지를 사용한다.

## 음향 효과
기본 통화 연결음 대신 통화가 연결되는 동안 사용자가 미리 지정한 음악 또는 다른 음향 효과를 재생할 수도 있다. 대한민국에서는 통칭 컬러링으로 불리며, 2002년 SK 텔레콤이 처음 이 서비스를 실시하면서 컬러링이라는 이름을 사용하였다. 이후 KTF와 LG텔레콤에서도 같은 서비스를 시행하여 각각 링투유, 필링이라는 이름으로 서비스하고 있다. 휴대폰 연결음 서비스를 처음 제공하던 당시에는 부가서비스를 가리키는 고유명사였지만, 이후 통화연결음을 가리키는 일반명사로 바뀌어 널리 쓰이고 있다. 통화대기음이란 표현도 쓰이고 있다.
컬러링 기술을 최초로 개발했다고 주장하는 ㈜디노밴은 그 기술을 해외 부가솔루션 시장에 내놓은 바가 있다.
연결음의 종류는 대중음악, 클래식, 재즈, 여러 가지 자연의 소리 등 다양하다. 또한, 사람의 음성을 직접 녹음하여 들려 줄 수도 있다.
부가서비스 설정 방식에 따라, 일정 기간 동안 선택한 컬러링을 들려 줄 수도 있고 주기적으로 자동 교체되는 컬러링을 이용할 수도 있다.

## 같이 보기
- 벨소리
- 통화중 신호